# Daniel Ekelund (politiker)
Bo Daniel Ekelund, född 4 september 1979 i Hellvi församling i Gotlands län, är en svensk miljöpartistisk politiker. Ekelund är oppositionsråd i Karlskoga kommun.